# Euhybus piceus
Euhybus piceus är en tvåvingeart som först beskrevs av Christian Rudolph Wilhelm Wiedemann 1830.  Euhybus piceus ingår i släktet Euhybus och familjen puckeldansflugor. Inga underarter finns listade i Catalogue of Life.